# Salt Song
Salt Song è un album di Stanley Turrentine, pubblicato dalla CTI Records nel 1971. Il disco fu registrato il 7 e 13 luglio al "Rudy Van Gelder Studio" di Englewood Cliffs, New Jersey (Stati Uniti).

## Tracce
Lato A
1. Gibraltar – 10:20 (Freddie Hubbard)
2. I Told Jesus – 7:35 (Brano tradizionale)

Lato B
1. Salt Song – 7:10 (Milton Nascimento)
2. I Haven't Got Anything Better to Do – 4:30 (Lee Pockriss, Paul Vance)
3. Storm – 7:30 (Stanley Turrentine)

Edizione CD del 2011, pubblicato dalla Masterworks Records
1. Gibraltar – 10:19 (Freddie Hubbard)
2. I Told Jesus – 7:38 (Brano tradizionale)
3. Salt Song – 7:15 (Milton Nascimento)
4. I Haven't Got Anything Better to Do – 4:34 (Lee Pockriss, Paul Vance)
5. Storm – 7:34 (Stanley Turrentine)
6. Vera Cruz – 5:04 (Milton Nascimento) – Bonus track

- Brano 6 registrato il 23 aprile 1971 al Rudy Van Gelder Studio di Englewood Cliffs, New Jersey

## Musicisti
Stanley Turrentine with Strings
Brani (LP) da A1 a B3
- Stanley Turrentine - sassofono tenore
- Julius Brand - violino (tranne nel brano: A1)
- Paul Gershman - violino (tranne nel brano: A1)
- Julius Held - violino (tranne nel brano: A1)
- Leo Kahn - violino (tranne nel brano: A1)
- Harry Katzman - violino (tranne nel brano: A1)
- Joe Malin - violino (tranne nel brano: A1)
- Harry Coletta - viola (tranne nel brano: A1)
- Charles McCracken - violoncello (tranne nel brano: A1)
- Alan Shulman - violoncello (tranne nel brano: A1)
- Eumir Deodato - pianoforte, pianoforte elettrico, organo
- Horace Parlan - pianoforte
- Richard Tee - pianoforte
- Eric Gale - chitarra
- Ron Carter - contrabbasso
- Billy Cobham - batteria
- Airto Moreira - batteria, percussioni
- Margaret Branch - accompagnamento vocale (tranne nel brano: A1)
- Brenda Bryant - accompagnamento vocale (tranne nel brano: A1)
- Patsy Smith - accompagnamento vocale (tranne nel brano: A1)

Stanley Turrentine with Orchestra
Brano (CD) 6
- Stanley Turrentine - sassofono tenore
- Hubert Laws - flauto
- George Marge - flauto
- Romeo Penque - flauto
- Jerome Richardson - flauto
- Eumir Deodato - pianoforte elettrico
- Sivuca - chitarra
- Ron Carter - contrabbasso
- Russell George - contrabbasso
- Airto Moreira - batteria, percussioni
- Joao Palma - batteria, percussioni
- Dom Um Romao - batteria, percussioni
- Eumir Deodato - arrangiamenti